# Motel Monstre
Motel Monstre est une série télévisée jeunesse canadienne en 126 épisodes de 24 minutes réalisée par Martin Cadotte et diffusée depuis le 5 janvier 2012 sur TFO puis à partir du 4 janvier 2014 sur ICI Radio-Canada Télé.

## Synopsis
Lorsque Magalie boit une grande quantité d’eau de la source, elle subit une transformation et prend les traits caractéristiques d’une sorcière de contes de fées. Elle est d’abord en déni : elle veut rester une ado ordinaire et a des préjugés au sujet des sorcières. Kimi est ravie : enfin une amie avec des pouvoirs, comme elle. Étienne, seul humain sans caractéristique paranormale, a peur de devenir à son tour sorcier ou monstre. Anton, quant à lui, se charge d’inculquer l’étiquette du monde paranormal à Magalie. Charles, de son côté, ne semble plus tout à fait le même depuis que Magalie est officiellement sorcière. Il est mal à l’aise chaque fois qu’elle utilise ses nouveaux talents. Bizarre…

## Fiche technique
- Titre : Motel Monstre
- Idée originale: Marie-Hélène Dubé, Stéphane Guertin, Olivier Nadon et Vincent Poirier
- Réalisation : Martin Cadotte
- Scénario et dialogues : Marie-Hélène Dubé, Vincent Poirier, Olivier Nadon, Annie Langlois, Dominique Drouin, Sylvie Provost, Richard Léger
- Production : Marie-Pierre Gariépy et Geneviève Cousineau
- Direction artistique : Nathalie Stringer
- Photographie : Phillip Grondin
- Montage : Olivier Aubut
- Musique : David Burns
- Société de production : Slalom
- Société de distribution : TFO
- Pays d'origine :  Canada
- Langue d'origine : français
- Format : Couleur - 1,78:1
- Genre : Comédie fantastique
- Nombre d'épisodes : 126 (6 saisons)
- Durée : 24 minutes
- Dates de première diffusion :  Ontario : 5 janvier 2012

## Distribution
- Gabrielle Fontaine : Magalie
- Vincent Poirier : Charles
- Guillaume Saindon : Étienne
- Anie Richer : Kimi et ses jumelles
- Pascal Justin Boyer : Anton, Peter, Mamouchka
- Mathieu-Philippe Perras : Léo
- Annie Lefebvre : Colette
- Richard Léger : Hector
- Vincent Girard : Lou
- Nathaly Charrette : Viviane la mère de Magalie
- Benjamin Gaillard : Hugues
- Olivier Nadon : Beno Rabouin
- Pierre Simpson : Ralph Hanzburger
- Chanda Legroulx : Sophie
- Emmanuelle Lussier Martinez : Chélie
- Élise Gauthier : Francesca
- Isabelle Quintin :Esmerelda
- Nicole Blundell Kara Bossé
- Audréane Carrier:Séréna

## Distinctions
- Prix Gémeaux 2013[2]
  - nomination meilleur réalisateur d'une émission jeunesse pour Martin Cadotte
  - nomination meilleur texte d'une émission jeunesse pour Vincent Poirier
  - nomination meilleur premier rôle d'une émission jeunesse pour Pascal Boyer